# Top Model of the World 2009/2010
Top Model of the World 2009/2010 fue la 17.ª edición del certamen Top Model of the World, correspondiente al año 2010; la cual se llevó a cabo el 21 de febrero en Dortmund, Alemania. Candidatas de 43 países y territorios autónomos compitieron por el título. Al final del evento, Débora Moura Lyra, Top Model of the World 2008/2009 de Brasil, coronó a Carolina Rodríguez Ferrero, de Colombia, como su sucesora.

## Resultados
| Posiciones                       | Candidata |
| -------------------------------- | --- |
| Top Model of the World 2009/2010 | - Colombia - Carolina Rodríguez Ferrero |
| Primera Finalista                | - Venezuela - Gabriela Nidioska Concepción Guzmán |
| Segunda Finalista                | - Estados Unidos - Muriel Susana Viera |
| Tercera Finalista                | - Ucrania - Xenia Lamber |
| Cuarta Finalista                 | - Alemania - Daniela Arkenberg |
| Top 15                           | - Bulgaria - Stanimira Antonova - Curazao - Norayla Maria Francisco - Filipinas - Christi Lynn McGarry - Ghana - Doris Asumaning - Puerto Rico - Merary Gutiérrez Reinoso - República Checa - Eliška Bučková - Rumania - Andreea Elena Stoia - Serbia - Dragana Dujović - Suecia - Cecilia Linnea Ragnarsson - Taiwán - Xiaoou Liu |

## Premios especiales
| Premio                  | Candidata                                         |
| ----------------------- | ------------------------------------------------- |
| Miss Fotogénica         | - Rumania - Andreea Elena Stoia                   |
| Miss Simpatía           | - España - Alba Domínguez                         |
| Mejor Cuerpo            | - Canadá - Shanna Armogan                         |
| Mejor Cabello           | - Venezuela - Gabriela Nidioska Concepción Guzmán |
| Mejor Piel              | - Venezuela - Gabriela Nidioska Concepción Guzmán |
| Mejor Talento           | - Colombia - Carolina Rodríguez Ferrero           |
| Mejor en Traje de Noche | - Honduras - Jennifer Paz                         |

## Candidatas
43 candidatas compitieron por el título:
(En la lista se utiliza su nombre completo, los sobrenombres van entrecomillados y los apellidos utilizados como nombre artístico, entre paréntesis; fuera de ella se utilizan sus nombres «artísticos» o simplificados).
| País/Territorio      | Candidata                           | Edad | Estatura (cm) | Estatura (Pies) | Residencia       |
| -------------------- | ----------------------------------- | ---- | ------------- | --------------- | ---------------- |
| Alemania             | Daniela Arkenberg                   | 21   | 1.76 m        | 5'8"            | Hanóver          |
| Armenia              | Marine Tunyan                       | 23   | 1.80 m        | 6'0"            | Ereván           |
| Australia            | Cassie Wainwrigh                    | 19   | 1.75 m        | 5'8"            | Melbourne        |
| Bahamas              | Kendra Demetria Wikinson            | 20   | 1.83 m        | 6'2"            | Nassau           |
| Bolivia              | Diana Ascarrunz Melgar              | 17   | 1.82 m        | 6'1"            | Sucre            |
| Brasil               | Naiara Lúcia Dornelas Viana         | 24   | 1.74 m        | 5'7"            | Belo Horizonte   |
| Bulgaria             | Stanimira Antonova                  | 20   | 1.73 m        | 5'6"            | Sofía            |
| Canadá               | Shanna Armogan                      | 26   | 1.72 m        | 5'6"            | Quebec           |
| Colombia             | Carolina Rodríguez Ferrero          | 24   | 1.76 m        | 5'9"            | Bogotá           |
| Croacia              | Martina Rakuljic                    | 19   | 1.78 m        | 5'9"            | Zagreb           |
| Curazao              | Norayla Maria Francisco             | 25   | 1.83 m        | 6'2"            | Willemstad       |
| El Salvador          | Melissa Henríquez                   | 20   | 1.77 m        | 5'9"            | San Salvador     |
| España               | Alba Domínguez                      | 23   | 1.78 m        | 5'9"            | Barcelona        |
| Estados Unidos       | Muriel Susana Viera                 | 19   | 1.80 m        | 6'0"            | DeLand           |
| Finlandia            | Saana-Kaisa Saari                   | 22   | 1.76 m        | 5'8"            | Helsinki         |
| Filipinas            | Christi Lynn McGarry                | 19   | 1.80 m        | 6'0"            | Manila           |
| Francia              | Celia Estelle Bettinger             | 17   | 1.75 m        | 5'7"            | Pays de la Loire |
| Ghana                | Doris Asumaning                     | 26   | 1.74 m        | 5'7"            | Acra             |
| Guadalupe            | Agnes Rogers                        | 20   | 1.77 m        | 5'9"            | Basse-Terre      |
| Honduras             | Jennifer Paz                        | 18   | 1.72 m        | 5'7"            | San Pedro Sula   |
| Hungría              | Dalma Huszarovics                   | 21   | 1.77 m        | 5'9"            | Budapest         |
| Irlanda              | Stephanie Crabtree                  | 18   | 1.70 m        | 5'5"            | Dublín           |
| Islandia             | Bryndis Gyda Grimsdottir            | 18   | 1.72 m        | 5'6"            | Reikiavik        |
| Kazajistán           | Kristina Algozhina                  | 22   | 1.79 m        | 6'0"            | Almaty           |
| Kosovo               | Kaqusha Thaci                       | 20   | 1.75 m        | 5'8"            | Pristina         |
| Macedonia            | Slagjana Cvetkovska                 | 20   | 1.80 m        | 6'0"            | Skopje           |
| Malta                | Yasmin Falzon                       | 18   | 1.75 m        | 5'8"            | La Valeta        |
| Mediterráneo         | Emma Spiteri                        | 25   | 1.75 m        | 5'8"            | La Valeta        |
| Noruega              | Sandra Lura                         | 22   | 1.81 m        | 6'0"            | Oslo             |
| Países Bajos         | Franca Maria Nieuwenhuys            | 20   | 1.76 m        | 5'9"            | Ámsterdam        |
| Puerto Rico          | Merary Gutiérrez Reinoso            | 24   | 1.80 m        | 6'0"            | Bayamon          |
| República Checa      | Eliška Bučková                      | 20   | 1.79 m        | 6'0"            | Hodonín          |
| República Dominicana | Ana Virginia Dóleo                  | 25   | 1.75 m        | 5'8"            | Santo Domingo    |
| República Eslovaca   | Miriam Mattova                      | 19   | 1.78 m        | 5'9"            | Bratislava       |
| Rumania              | Andreea Elena Stoia                 | 24   | 1.76 m        | 5'8"            | Bucarest         |
| Serbia               | Dragana Dujović                     | 25   | 1.80 m        | 6'0"            | Novi Sad         |
| Suecia               | Cecilia Linnea Ragnarsson           | 23   | 1.72 m        | 5'6"            | Estocolmo        |
| Suiza                | Marina Tyulkina                     | 25   | 1.80 m        | 6'0"            | Bern             |
| Taiwán               | Xiaoou Liu                          | 25   | 1.78 m        | 5'9"            | Taipéi           |
| Turquía              | Nursel Yesilkus                     | 21   | 1.80 m        | 6'0"            | Ankara           |
| Ucrania              | Xenia Lamber                        | 23   | 1.74 m        | 5'7"            | Kiev             |
| Venezuela            | Gabriela Nidioska Concepción Guzmán | 20   | 1.80 m        | 6'0"            | Puerto Cabello   |
| Zimbabue             | Sonia Bott                          | 19   | 1.75 m        | 5'8"            | Harare           |

### Candidatas retiradas
- Etiopía - Melat Woldesenbet Yante
- Georgia - Kristine Dzidziguri
- Nigeria - Vivian Elegalam
- Rusia - Elizaveta Emelyanova

### Candidatas reemplazadas
- Hungría - Emerencia Bencsik fue reemplazada por Dalma Huszarovics.
- Turquía - Sevtap Ergec fue reemplazada por Nursel Yesilkus.

## Datos acerca de las delegadas
- Algunas de las delegadas de Top Model of the World 2009/2010 han participado en otros certámenes internacionales de importancia:
  - Kendra Demetria Wikinson (Bahamas) fue semifinalista en Miss Supranacional 2009.
  - Norayla Maria Francisco (Curazao) participó sin éxito en Miss Mundo 2008 y Miss Tierra 2010.
  - Christi Lynn McGarry (Filipinas) fue semifinalista en Miss Intercontinental 2010 y primera finalista en Miss Intercontinental 2015.
  - Celia Estelle Bettinger (Francia) fue semifinalista en Miss Turismo Queen Internacional 2009 y participó sin éxito en Beauty of the World 2009 y Miss Supranacional 2010.
  - Dalma Huszarovics (Hungría) participó sin éxito en Miss Tierra 2013.
  - Slagjana Cvetkovska (Macedonia) participó sin éxito en Miss Model of the World 2007.
  - Yasmin Falzon (Malta) participó sin éxito en Miss Tierra 2012.
  - Franca Maria Nieuwenhuys (Países Bajos) participó sin éxito en Miss Intercontinental 2009 y Miss Turismo Queen Internacional 2009.
  - Eliška Bučková (República Checa) fue cuartofinalista en Miss Universo 2008.
  - Dragana Dujović (Serbia) participó sin éxito en Miss Universo 2004 representando a Serbia y Montenegro.
  - Cecilia Linnea Ragnarsson (Suecia) participó sin éxito en Miss Internacional 2010.
  - Xiaoou Liu (Taiwán) fue semifinalista en Miss Supranacional 2009.
  - Gabriela Nidioska Concepción Guzmán (Venezuela) fue semifinalista de Miss Continente Americano 2010.

## Sobre los países en Top Model of the World 2009/2010

### Naciones debutantes
- El Salvador
- Macedonia

### Naciones que regresan a la competencia
Compitió por última vez en 2004:
- República Eslovaca

Compitieron por última vez en 2005:
- Curazao
- Noruega
- Países Bajos

Compitieron por última vez en 2006/2007:
- Croacia
- Finlandia
- Ghana
- Hungría
- Suiza

Compitieron por última vez en 2007/2008:
- España
- Filipinas
- Irlanda
- Serbia
- Turquía
- Ucrania
- Venezuela

### Naciones ausentes
| - Austria - Bélgica - Bielorrusia - Camboya - Caribe - Cuba - Dinamarca - Georgia | - India - La Española - Lituania - Malasia - Polonia - República Democrática del Congo - Rusia - Seychelles |